# Ngo Van
Ngo Van, född Ngô Văn Xuyết 1913 i Tân Lộ i närheten av Saigon, död 1 januari 2005 i Paris, var en vietnamesisk författare och militant trotskist.

## Biografi
Ngô Văn Xuyết föddes 1913 i byn Tân Lộ i närheten av Saigon (nuvarande Ho Chi Minh-staden). Under 1930-talet organiserade han bland annat Saigons fabriksarbetare mot den imperialistiska kapitalismen. Influerad av Maximilien Rubel och Henri Simon omfamnade han rådskommunismens ideal.
I boken Viêt Nam 1920–1945. Révolution et contre-révolution sous la domination coloniale beskriver Ngo Van den antikoloniala kampen i sin ungdoms Vietnam.